# Mycosphaerella clusiae
Mycosphaerella clusiae är en svampart som beskrevs av F. Stevens 1917. Mycosphaerella clusiae ingår i släktet Mycosphaerella och familjen Mycosphaerellaceae.   Inga underarter finns listade i Catalogue of Life.